# Biurokracja profesjonalna
Biurokracja profesjonalna – typ struktury organizacyjnej. Opiera się na standaryzacji wiedzy i umiejętności zawodowych. Jest scentralizowana, z reguły wykonuje zadania trudne, wymagające specjalistycznych umiejętności. Pracownicy wykonawczy mają bezpośredni kontakt z klientami. Często pracują samodzielnie (niezależnie od innych pracowników). Ważną rolę odgrywa szkolenie i ujednolicanie wiedzy i kultury pracowników. Przykładem są np. szpitale, uniwersytety.